# Darwintulp
De darwintulp is een oud tulpenras, behorend tot de enkele late tulpen.
Dit ras werd in 1886 geïntroduceerd door de Haarlemse kweker E.H. Krelage. Deze had een grote partij tulpenbollen gekocht van de Vlaamse kweker Lenglart. Het waren eenkleurige cultivars. Hieruit selecteerde Krelage de rode en roze exemplaren. Het werd een succes.
Op de Wereldtentoonstelling van 1889 te Parijs werden grote percelen met deze tulp beplant, steeds in één kleur. Hierdoor verwierf de tulp een grote bekendheid.
Het betreft een hoge tulp waarvan de bloemdekbladen afgerond zijn en meer omhoog staan, zodat men tegen de zijkant van de tulp aan kijkt.
De groep is vernoemd naar de bekende bioloog Charles Darwin, die in 1882 overleed.